# Tell-Siran-Inschrift

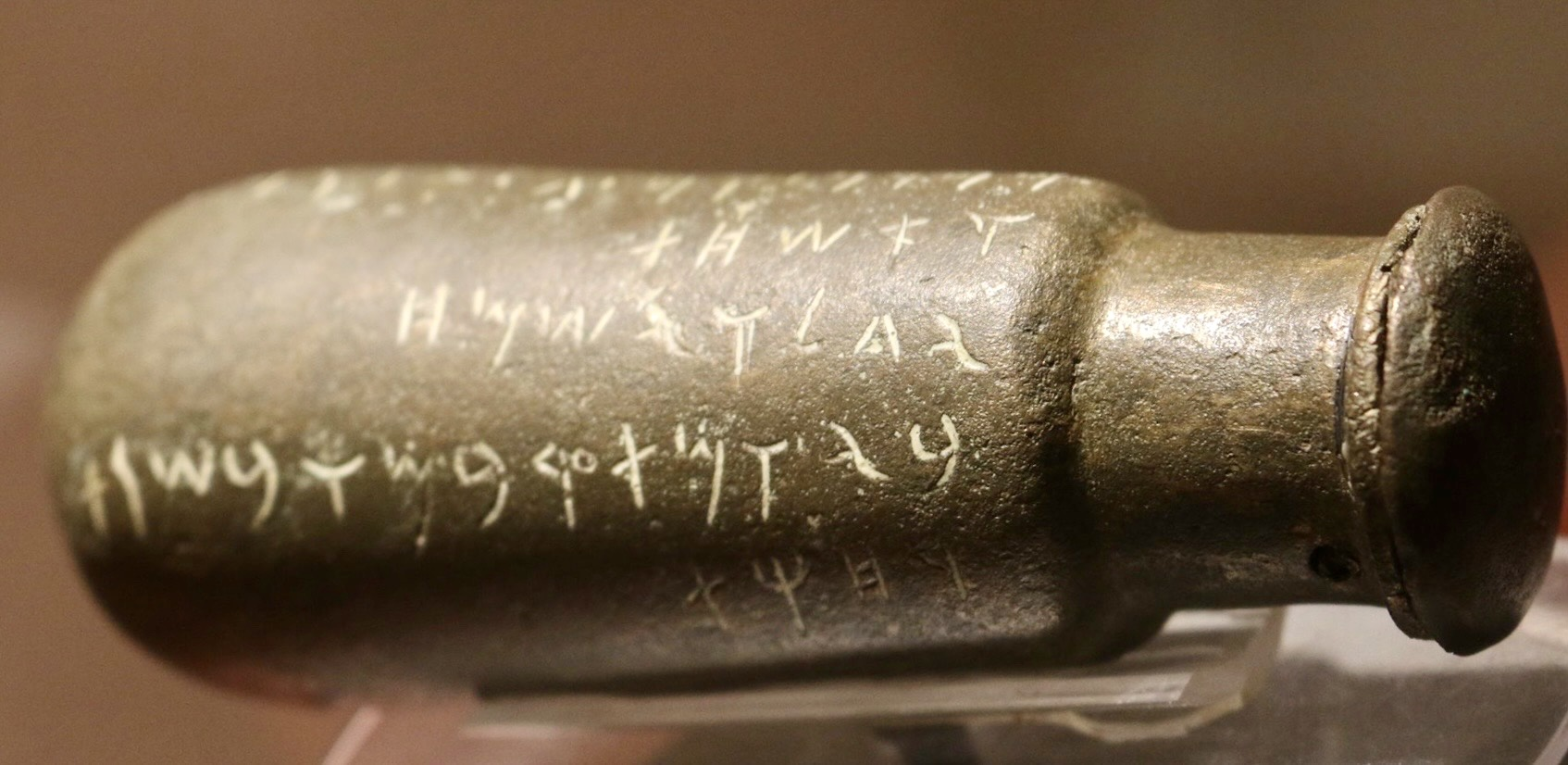

Als Tell-Siran-Inschrift wird eine ammonitische Inschrift auf einer Bronzeflasche bezeichnet, die am 27. April 1972 auf dem Tell Siran (auf dem Campus der Universität von Jordanien in Amman) gefunden wurde. Es handelt sich dabei um die erste vollständige Inschrift in ammonitischer Sprache. Die Bronzeflasche befindet sich heute im archäologischen Museum in Amman.

## Die Bronzeflasche
Die vollständig erhaltene Bronzeflasche hat eine Länge von ca. zehn Zentimeter und ist etwa 280 gr schwer. Auf ihrer Außenseite ist die deutlich lesbare Inschrift angebracht. Der archäologische Fundkontext legt nahe, dass die Flasche bis in mamlukische Zeit in Gebrauch war. Die paläographische Analyse deutet jedoch auf die späte Eisenzeit II als Entstehungszeit der Flasche. Somit wäre das Objekt etwa zweitausend Jahre in Gebrauch gewesen. Nach Entfernung einer Verschlusskappe konnte der Inhalt der Flasche analysiert werden. Es handelte sich dabei um Samen von Gerste, Weizen und Gräsern, sowie nicht näher identifizierbare Metallreste. Eine C14-Analyse ergab für den Inhalt eine Datierung auf ungefähr 460 v. Chr. Da die Flasche jedoch versiegelt war, ist es unwahrscheinlich, dass der Inhalt wesentlich später eingefüllt wurde. Die Differenz der Altersbestimmung könnte somit auf Kontamination beim Öffnen der Flasche zurückzuführen sein.

## Die Inschrift
Die Inschrift besteht aus acht Zeilen gut lesbaren Textes. Sie sind in Richtung von Öffnung der Flasche zu ihrem Boden hin angebracht. Zeile vier ragt bis in diesen Boden hinein, während Zeile 5 nur ein einziges Wort enthält. F. Zayadine und H. O. Thompson, die Erstherausgeber, bezeichneten die Schrift als aramäisch und datierten die Inschrift paläographisch auf die erste Hälfte des 7. Jahrhunderts v. Chr., zogen jedoch aus historischen Erwägungen eine Datierung um 600 v. Chr. vor. F. M. Cross hingegen sieht in der Inschrift die späteste Entwicklungsstufe der "ammonitischen Nationalschrift" und datiert sie aus paläographischen Gründen in die Zeit um 600 v. Chr.
Die Orthographie steht in Einklang mit den sonstigen Beobachtungen zu ammonitischen Inschriften. Der status constructus im maskulinen Plural ist im Schriftbild nicht markiert. Offenbar ist der auslautende Diphthong *aj bereits zu einem Vokal kontrahiert, und diese werden generell nicht markiert. Umstritten ist das mediale waw in Zeile 7, doch deutet dies eher darauf hin, dass der Diphthong *aw noch nicht kontrahiert ist. Es sind Worttrenner enthalten, jedoch unregelmäßig gesetzt. Nur Zeile 2 enthält einen und Zeile 4 drei weitere, davon einen eventuell zwischen Artikel und Substantiv.
Trotz des gut lesbaren Textes ist seine Deutung an vielen Stellen offen. Zunächst wird ein "Amminadab, König der Ammoniter, Sohn des Hiṣṣal'el, König der Ammoniter, Sohn des Amminadab, König der Ammoniter" genannt (Zeilen 1-3). Die nachfolgenden Zeilen 4-5 erwähnen einen Weinberg, einen (oder mehrere?) Gärten, sowie zwei Wörter unsicherer Deutung. Vermutlich handelt es sich um Zisternen und Wasserspeicher. Die abschließenden Zeilen 6-8 enthalten Segenswünsche.
Entscheidend für die Interpretation sind zwei Probleme: Es ist umstritten, inwieweit der Inhalt der Inschrift und die Bronzeflasche zusammen interpretiert werden müssen. Weiterhin sind die Bedeutung und syntaktische Zuordnung des ersten Wortes m‘bd unsicher. Gegen die frühere Annahme, es handele sich bei der Inschrift um eine Bauinschrift, spricht die schlichte Tatsache, dass sie auf einer Flasche und nicht einem Monumentalbau angebracht war. Dagegen könnte es sich um eine Art Votivinschrift handeln, die von den Gütern des Königs handelt. Dagegen spricht wiederum, dass die Inschrift nicht an eine Gottheit gerichtet ist. 
Einen anderen Weg der Interpretation schlug Ch. Krahmalkov ein, der das erste Wort als "Gedicht" übersetzt und die Inschrift dementsprechend deutet. Die beiden unklaren Wörter in Zeile 4 und 5 wären demnach finite Verben der 1. Person Singular. Ähnlich deutet O. Loretz die Inschrift. Er versteht gnt in Zeile 4 nicht als Garten oder Gärten, sondern Weinkelter, und das *h- vor „Weinberg“ und „Kelter“ nicht als Artikel, sondern als Anzeige des Vokativs. Insbesondere letztere Forscher sahen die inhaltliche Nähe des Textes zur so genannten "Königstravestie" in Buch Kohelet (Koh 2,4-6 ). Den Gedanken einer Verbindung von Inschrift und Flascheninhalt aufnehmend schlug R. Coote vor, dass die Flasche als Behälter für Salböl genutzt worden sein könnte. Das widerspricht jedoch der Analyse des Inhalts, auf die Coote nicht eingeht. Noch anders versteht J. Azize die Inschrift. Er deutet das erste Wort als Attribut „fromm“, bezogen auf Amminadab, und verweist auf die kultische Konnotation der Wurzel in anderen kanaanäischen Sprachen. Die Form der Flasche weise Ähnlichkeiten zu zeitgenössischen phönizischen Glas- und Fayencearbeiten auf. Es handele sich demnach um ein reines Prestigeobjekt.